# غودين (كنغاور)
مهاجران هي مدينة في مقاطعة كنغاور، إيران. عدد سكان هذه المدينة هو 2,629 في سنة 2016.